# My Life as Liz
My Life as Liz è una serie televisiva statunitense.
Prodotta da MTV Studios, la serie ha debuttato su MTV America il 18 gennaio 2010, con ottimi riscontri di audience. La prima stagione è terminata l'8 marzo 2010. La seconda stagione è stata trasmessa a partire dall'8 febbraio 2011 e il primo episodio della nuova serie ha registrato un +89% di audience rispetto al debutto.
In Italia la prima stagione è stata trasmessa su MTV Italia dal 18 agosto al 6 ottobre 2010. La seconda stagione è andata in onda a partire dal 5 luglio 2011 fino al 13 settembre 2011.
Il telefilm ha come protagonista una ragazza di nome Liz, interpretata da Elizabeth Lee, della quale viene documentato il modo sarcastico di affrontare la vita quotidiana.

## Genere
My Life as Liz utilizza tecniche di ripresa e montaggio tipiche del reality show. Il Los Angeles Times afferma che lo spettacolo «è quasi realtà - persone reali, nel loro ambiente reale, che conducono vite che sono in qualche modo drammatizzate», e che lo spettacolo «flirta col documentario ma sparpaglia scene di conversazioni da corridoio di liceo». Un dirigente di MTV ha dichiarato: "Noi non lo guardiamo solo come un reality show. Non volevamo chiamarlo una sitcom, perché non lo è".  Il produttore esecutivo Marshall Eisen ha dichiarato: "La regola era, quando Liz è insieme ad altre persone, di rimanere il più realistici di quanto potessimo. Quando è sola, quello è il momento in cui siamo stati in grado di stilizzare di più le cose". Elizabeth Lee disse che ci sono scene multiple che sono pianificate, citando la scena nell'episodio Audizioni per Liz (parte 1) dove Liz veste da supereroe e in Una pessima estate dove Taylor Terry è mostrata davanti a uno schermo nero, ma gli eventi e le relazioni sono veri.

## La serie
La prima stagione è incentrata sulla vita di Liz Lee. Lei vive a Burleson, Texas, è molto orgogliosa di essere una nerd, ed è felice di avere i suoi amici. Lo spettacolo si concentra anche intorno alla sua antagonista principale, la bionda Cori Cooper, con le sue fiancheggiatrici Terry Taylor (che diventerà anche amica di Liz) e Tory Langley, e a tutti gli amici di Liz come Sully (amico intimo che desidera segretamente diventare il suo fidanzato), Bryson (di cui è innamorata), Cameron, Miles e Troy. La prima stagione mostra il viaggio di Liz attraverso il suo ultimo anno di liceo, e la lotta contro la sua nemica, Cori Cooper.
Nella seconda stagione Liz si trasferisce a New York per continuare i suoi studi al Pratt Institute, ma non riesce ad ambientarsi tanto che prende in considerazione l'idea di tornare anticipatamente a casa. La protagonista continua a mantenere la sua stretta amicizia con i vecchi amici mentre nella nuova città riesce a stringere poche amicizie, tra cui Louis di cui si innamora cercando di rimpiazzare Bryson dopo avere scoperto un suo tradimento durante la loro relazione a distanza.

## Personaggi principali

### Liz
Il personaggio principale del telefilm, Liz, è una ragazza di Burleson, Texas. Anticonformista e fiera di esserlo, ama la lettura di fumetti di supereroi, è una grande appassionata di Star Wars tanto che lo si può notare in diversi riferimenti nella serie, ed anche una grande fan della musica indie. Cerca costantemente di umiliare il suo nemico, Cori Cooper, popolare membro della squadra delle “bionde”. Il suo animale domestico è un serpente e ha perso il conto del numero di colori con i quali ha tinto i suoi capelli. Lo show mette in luce la sua cotta per Bryson, ragazzo che indossa spesso un cappellino con il frontino girato verso l'alto o di lato. Nel finale della prima stagione Liz si trasferirà dalla sua città natale (Burleson, Texas) per andare a New York.
Nella seconda stagione Liz, impegnata ad ambientarsi nella nuova grande città, dopo avere cercato di portare avanti una relazione a distanza con Bryson scopre che quest'ultimo l'ha tradita. Cerca allora di costruire una nuova relazione con Louis, un ragazzo conosciuto casualmente a New York.

### Sully
Orgoglioso della propria collezione di fumetti, è l'amico intimo su cui Liz può sempre contare, segretamente innamorato di lei ma tanto impacciato da non riuscire a dichiararsi. Quando finalmente si decide a confessarle i propri sentimenti la trova in compagnia di Bryson. Nella seconda stagione si innamora di Marlene, una ragazza conosciuta a New York, che però vuole solamente
restargli amica.

### Bryson
È il compagno di classe di cui Liz si è innamorata, nonché un suo grande amico. Lui però, nonostante provi un certo affetto per la protagonista, è già fidanzato con Jamie. Bryson decide di lasciare la propria fidanzata ma manifesta i propri sentimenti a Liz solamente quando questa sta per trasferirsi a New York dopo la consegna dei diplomi. Nella seconda stagione, durante la loro relazione a distanza, Bryson tradisce Liz compromettendo così il loro rapporto.

### Cori
Lo stereotipo della bionda fisicamente dotata e poco intelligente, egocentrica e interessata solamente all'apparire e al mettersi in mostra. Odia profondamente Liz per il suo anticonformismo e per il suo essere se stessa, non perdendo occasione per umiliarla e aggredirla verbalmente. Insieme con Taylor e Tori forma la "squadra delle bionde". Uno dei peggiori smacchi che subisce è quando Taylor, incalzata dalla stessa Cori a scegliere una tra lei e Liz durante una festa, sceglie Liz. Durante la seconda stagione si viene a sapere che ha avuto un bambino.

### Taylor
Fa parte della "squadra delle bionde" e inizialmente non prende tanto in considerazione la protagonista del telefilm. Via via che però le due ragazze hanno modo di frequentarsi e conoscersi cominciano a diventare ottime amiche. Quando Taylor "osa" invitare Liz a una festa la furente Cori le intima di scegliere tra lei o Liz, e Taylor preferisce Liz. Nella seconda stagione, durante la sua festa di diploma, annuncia di volere trasferirsi a New York per frequentare il college.

## Episodi
| Stagione         | Episodi | Prima TV originale | Prima TV Italia |
| ---------------- | ------- | ------------------ | --------------- |
| Prima stagione   | 9       | 2010               | 2010            |
| Seconda stagione | 12      | 2011               | 2011            |